# Grafheuvel Gendersteyn
Grafheuvel Gendersteyn is een grafheuvel op de Bussereind te Steensel in de gemeente Eersel. Ze werd in 1993 ontdekt, toen de heuvel zichtbaar werd nadat bomen op het perceel waren gekapt. Duidelijk is te zien dat er om de heuvel een greppel aanwezig is en aan de noordzijde een lage wal. Grafheuvels van dit type, de zogenaamde ringwalheuvels, zijn zeldzaam: zeventien zijn er bekend in Nederland. Uit opgravingen weten we dat dit type heuvels meestal alleen liggen, dat ze in één keer zijn opgericht en dat ze uit de periode van de Hilversumcultuur dateren, de periode 1850 tot 1550 voor Chr. In april 2004 is de heuvel als het ware in ere hersteld: het heuvellichaam is geconsolideerd, waarbij afgegraven delen zijn aangevuld en het geheel is afgedekt met gaas en een aardenlaag, die de heuvel de komende decennia zal beschermen.